# Лотцен, Лена
Лена Лотцен (нем. Lena Lotzen; род. 11 сентября 1993, Вюрцбург, Бавария) — немецкая футболистка, полузащитница. Выступала за сборную Германии, чемпионка Европы 2013 года.

## Биография
С 5 лет выступала за команду «Хохберг», также прошла спортивную школу клуба «Кройц Вюрцбург Зюйд-Вест». 15 августа 2010 дебютировала в Бундеслиге в матче против «Херфордера» (2:0), 28 ноября 2010 забила первый гол против «Дуйсбурга». В составе баварцев выиграла Кубок Бундеслиги 2011 и Кубок Германии 2012.
Сыграла за все юношеские и молодёжные сборные страны. 25 февраля 2012 была вызвана в сборную, дебютировав на Кубке Алгарве против Исландии, заменив на 79-й минуте Александру Попп. Выиграла чемпионат Европы 2013 года.

## Достижения
В сборной
- Чемпионка Европы: 2013
- Серебряный призёр чемпионата мира до 20 лет: 2012
- Победительница Кубка Алгарве: 2012
- Чемпионка Европы до 19 лет: 2011
- Бронзовый призёр чемпионата Европы до 17 лет: 2010
- Серебряный призёр Нордического Кубка: 2009
- Победительница Кубка Земель до 15 лет: 2008[2]

Клубные
- Победительница Кубка Германии: 2012
- Победительница Кубка Бундеслиги: 2011

Личные
- Лауреатка Золотой медали Фрица Вальтера: 2012
- Бронзовая бутса чемпионата мира до 20 лет: 2012

## Личная жизнь
Дочь известного футболиста и спортивного фотографа Маттиаса Лотцена